# Neviano degli Arduini

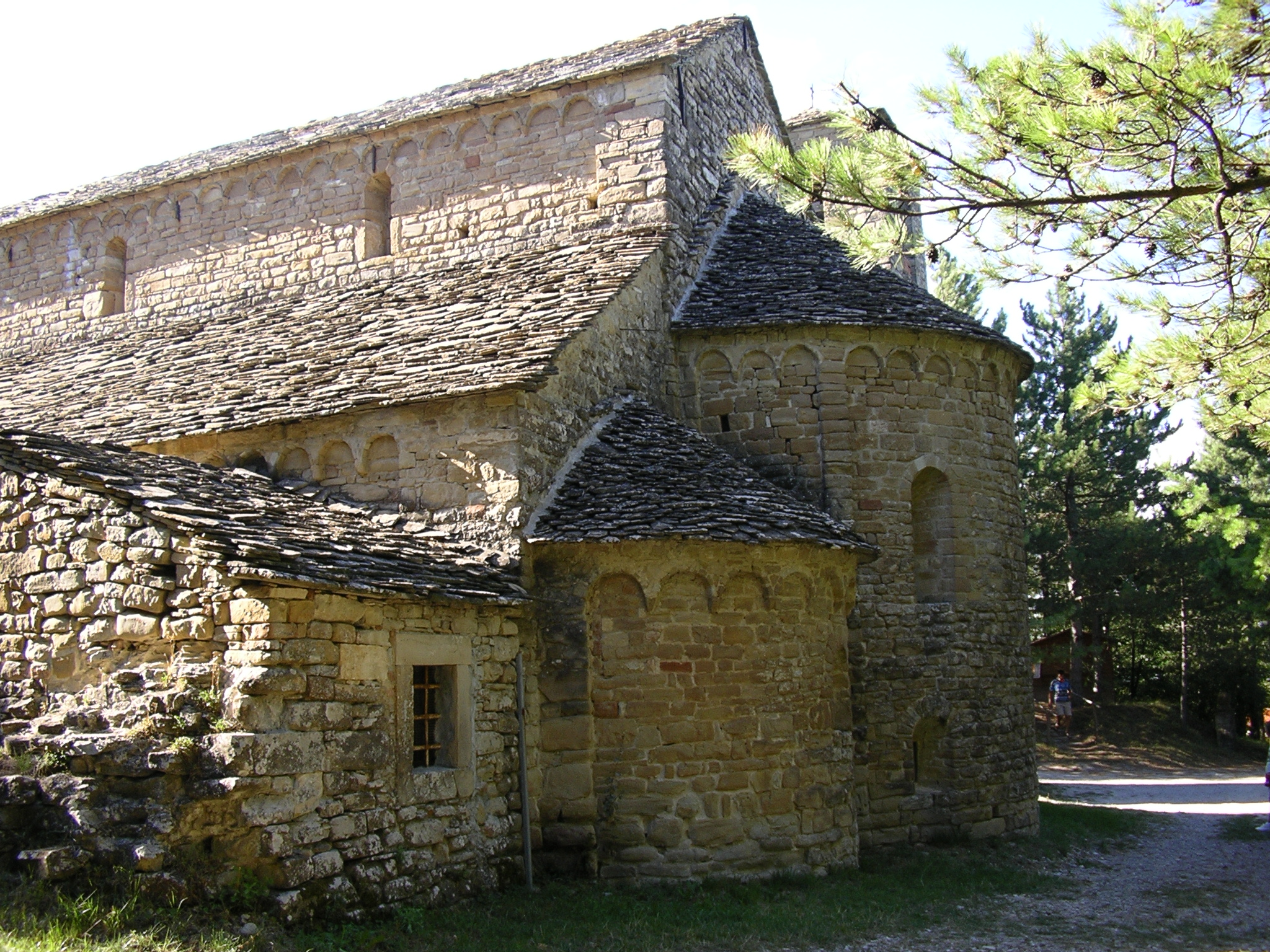
Die Kapelle im Ortsteil Sasso aus dem 11. Jahrhundert

Neviano degli Arduini ist eine italienische Gemeinde (comune) mit 3455 Einwohnern (Stand 31. Dezember 2023) in der Provinz Parma in der Emilia-Romagna. Die Gemeinde liegt etwa 24 Kilometer südlich von Parma und grenzt an die Provinz Reggio Emilia. Im Südwesten der Gemeinde bildet der Parma die Grenze, im Osten die Enza.

## Gemeindepartnerschaften
Neviano degli Arduini unterhält eine Partnerschaft mit der französischen Gemeinde Tarascon im Département Bouches-du-Rhône.